# Mosambik-Gürtel

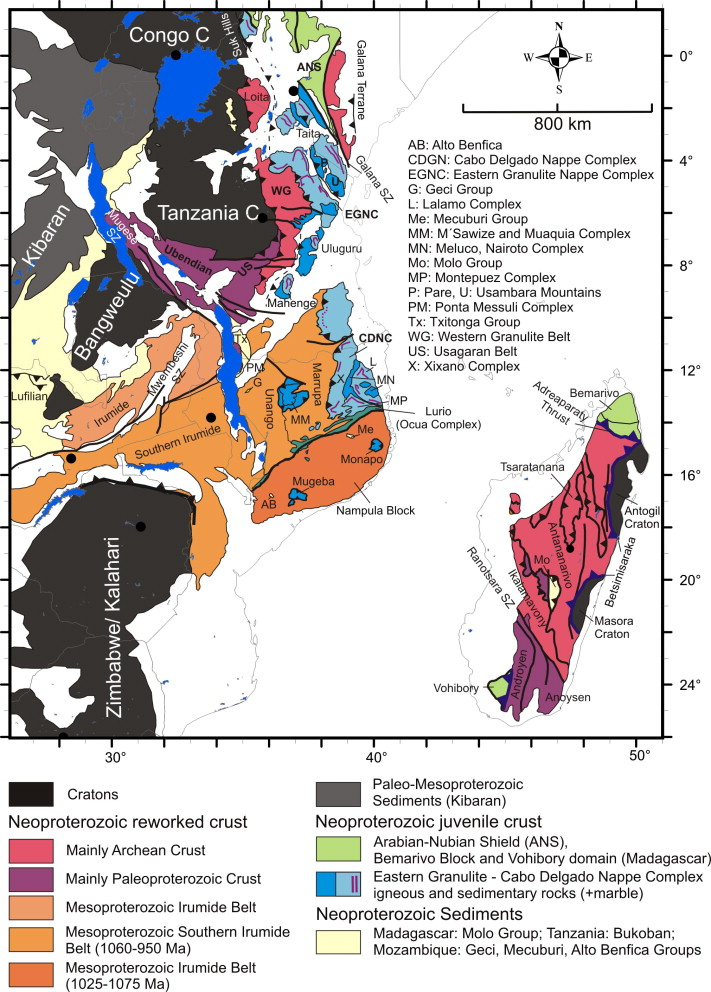
Mosambik-Gürtel mit Krustendomainen und -alter

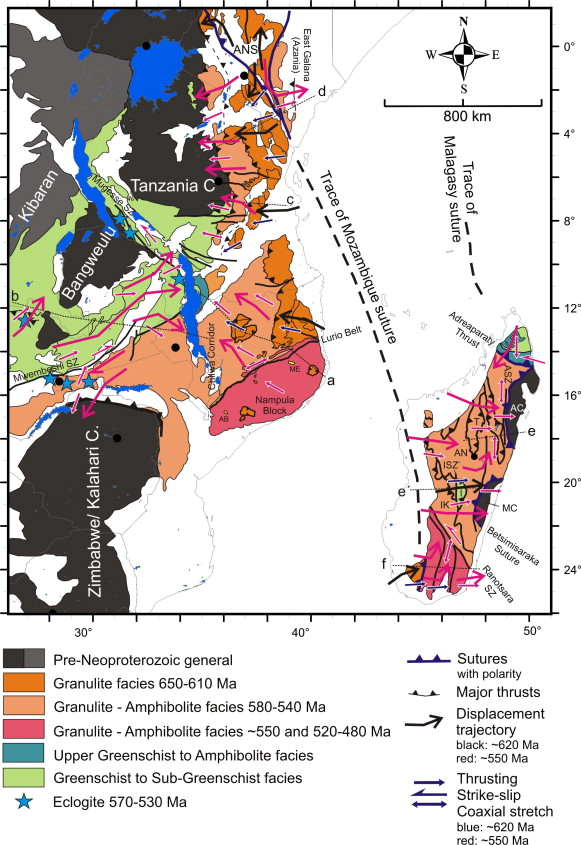
Mosambik-Gürtel Strukturelle und metamorphe Fazies

Der Mosambik-Gürtel ist ein Deformationsgürtel, der sich entlang der zentral- bis südafrikanischen Ostküste erstreckt und den südlichen Ast des Ostafrikanischen Orogens bildet. Seine Entstehung begann vor etwa 1000 mya. Zwischen 650 und 620 mya unterlag der Gürtel Einflüssen der Pan-Afrikanischen Orogenese, der von 570 bis 530 mya die Kuunga-Orogenese mit weiteren tektono-thermischen Einflüssen folgte. Aufgrund von geophysikalischen Mustern, strukturellen Eigenschaften und der Geochronologie wird angenommen, dass sich der Mosambik-Gürtel u. a. auf Madagaskar fortsetzt.

## Geografische Erstreckung, Plattentektonische Vorgänge
Der Mosambik-Gürtel schließt südlich an den Arabisch-Nubischen Schild an. Er verläuft vom südlichen Äthiopien, Kenia Somalia, Tansania, Malawi bis hin zu Mittel-Mosambik. Er besteht aus einer Vielzahl von weiteren Gebirgszügen.
Die Subduktion des Mosambik-Ozeans unter die afrikanische Ostküste bewirkte die Abtrennung eines Küstenstreifens, Azania, mit Bildung einer oder mehreren Krustenschollen (Terrane, Mikrokontinente) archaischen palaeoproterozoischen Alters zwischen Groß-Indien (Indien mit NO-Madagaskar, Sri Lanka und den Seychellen), dem Kraton Tansania, dem damals noch verbundenen Kraton Kongo-São Francisco (Kongo-SF) sowie dem Bangweulu-Block.
Azania, ein alter Name für Bereiche der ostafrikanischen Küste, erstreckte sich mutmaßlich vom heutigen Madagaskar, Somalia, Äthiopien bis hin zu den Afif Terranen auf dem Arabisch-Nubischen Schild. Es wird angenommen, dass diese Abtrennung durch die Bildung von ozeanischen Inselbögen mit Backarc- und Forearc-Becken und Dehnung afrikanischer kontinentaler Kruste hervorgerufen wurde (Slab roll-back).
Zwischen 650 und 620 mya kollidierten diese Krustenschollen mit den Kratonen Tansania, Kongo-SF und Bangweulu infolge der Annäherung des Indischen Schildes.
Eine weitere Orogenbildungsphase fand statt zwischen 600 und 500 mya, als sich Ostantarktika und Australia den Kratonen Kongo-SF, Tansania und Bangweulu sowie Kalahari und Simbabwe näherte, mit diesen kollidierte und den Kuunga Gürtel bildete.

## Strukturelle Entwicklung, Gesteine, Fazies
Der Mosambik-Gürtel enthält eine Vielzahl Krustendomainen, Blöcken und Orogenen, die unterschiedlich entstanden sind und sich abweichend voneinander weiter entwickelt haben. Gemeinsam ist jedoch der Einfluss der Kollision dieser Strukturen mit Groß-Indien im Rahmen der Pan-Afrikanischen Orogenese.

### Neoprotereozoische juvenile Krustendomainen
Südlich des Arabisch-Nubischen Schildes schließen der Eastern Granulite Nappe- (EG) und der Cabo Delgado Nappe- (CD) Komplex, zusammen als EGCD bezeichnet, an. Innerhalb dieses Komplexes existieren div. tektonische Einheiten. Der EGCD verläuft vom östlichen Uganda über Kenia, Tansania bis Mittel-Mosambik.

#### Eastern Granulite Nappe- und Cabo Delgado Nappe-Komplex
Der EG kontaktiert westlich den Western Granulit-Gürtel, während der CD westlich an den Marrupa-Komplex anschließt.
Die Gesteine, die sich ab ca. 990 mya bildeten, werden größtenteils als juvenile, d. h., neu gebildete ozeanische, Kruste angesehen, ähnlich derjenigen des Arabisch-Nubischen Schildes. Sie entstanden als sich der Mosambik-Ozean öffnete und Ozeanbodenspreizungen Backarc- und Forearc-Becken, Inselbögen und andere Terrane bildeten. Diese Krustenteile bestehen überwiegend aus metamagmatischen und darüber liegenden metasedimentären (beide jeweils metamorph beeinflusste) Komponenten und enthalten verschiedene andere Fragmente, z. B. aus Anorthositen und Gneisen archaischen oder palaeoproterozoischen Alters.
Ein besonderes Merkmal dieses Komplexes ist das Vorkommen von marmorhaltigen Metasedimenten. Das Alter dieser Sedimente von etwa 800 bis 600 mya deutet auf die Ablagerung am Rand des Mosambik-Ozeans hin. Diese Zone wird interpretiert als passiver Kontinentalrand, der sich bei der Abtrennung von Azania von der ostafrikanischen Flanke bildete. Alternativ werden diese Metasedimente als Fragmente von ozeanischen Inselbögen angesehen.
Zwischen 650 und 620 mya unterlagen sie tektonischen, thermischen Vorgängen und weisen nun hochgradig metamorphe und deformierte Granulit-Fazies aus. Die Kollisionsprozesse bewirkten zudem eine Überschiebung der gebildeten Krusten auf das westlich liegende Grundgebirge in Form von tektonischen Decken bzw. Klippen (engl.: Nappe).

### Vor-Neoproterozoische umgeformte Krustenbereiche
Infolge der Kollisionsvorgänge während der Ostafrikanischen- und Kuunga-Orogenesen wurden Vor-Neoproterozoische Krustenbereiche an den östlichen bis südwestlichen Rändern der Kratone Kongo-SF, Tansania und Bangweulu sowie den nördlichen und östlichen Rändern der Kratone Kalahari und Simbabwe unterschiedlich tektonisch, thermisch und strukturell umgearbeitet. Dieses trat im Western Granulite-Gürtel, Usagaran–/Ubendian-Gürtel, Irumide-Gürtel, Südlichen Irumide-Gürtel, Unango-/Marrupa-Komplex sowie Nampula-Block auf.

#### Western Granulite-Gürtel
Der Western Granulite-Gürtel liegt im SW Kenia und S Tansania. Er kontaktiert westlich die Kongo-SF- und Tansania-Kratone und den Usagaran-Gürtel sowie östlich den Eastern Granulite Nappe-Komplex.
Die nur wenigen vorliegenden Daten zeigen ein Alter der Gürtelbasis von 3100 bis 2500 mya, vergleichbar mit dem vom Tansania-Kraton. Die granitoiden Gneise datieren auf 1880 und 1095 mya. Zwischen 843 und 665 mya traten magmatische und sedimentäre Ereignisse auf. Die pan-afrikanischen Einflüsse erzeugten eine metamorphe Granulit-/Amphibolit-Fazies, 580 bis 540 mya.

#### Usagaran- und Ubendian-Gürtel
Die Usagaran- und Ubendian-Gürtel verlaufen auf Tansania, Malawi und Simbabwe. Sie liegen zwischen dem südlichen Bereich des Tansania-Kratons und dem NW des Bangweulu-Blocks.
Die Basis dieser Gürtel hat ein archaisches Alter von 3100 bis 2800 mya und entspricht demjenigen des Tansania-Kratons. Beide paläoproterozoischen Gürtel korrelieren aufgrund ähnlicher magmatischer Alter.
Der Usagaran-Gürtel besteht aus zwei tektonischen Haupteinheiten; einer hochgradig strukturierten Basis, die 2000 my alte Eklogite enthält, und einer niedrig metamorphierten magmatisch-sedimentären Überdeckung. Beide sind getrennt durch eine 1920 mya alte Störung. Die meisten Gesteine bestehen aus Granitoiden und granitoide Gneisen, die zwischen 1900 und 1730 mya mya aus Intrusionen entstanden.
Der Ubendian-Gürtel enthält verschiedene Terrane, die mehrfach einer Strike-slip-Deformation (Blattverschiebung) unterzogen wurden. Es kommen überwiegend Gesteine mit einer frühen metamorphen Granulit-Fazies, 2100 bis 2025 mya, vor. Sie sind assoziiert mit rund 1820 my alten Eklogiten, die Subduktionszonen entstammen. Metamorphe Amphibolit-Fazies und Bildung von Strike-slip-induzierten Granitoiden traten zwischen 1960 und 1800 mya auf.
Beide Gürtel weisen eine pan-afrikanische Metamorphose aus Grünschiefer- bis Sub-Grünschiefer-Fazies, 570 bis 530 mya, auf.

#### Irumide-Gürtel
Der Irumide-Gürtel erstreckt sich von Zentral-Sambia über Nord-Malawi bis Süd-Tansania und schließt nordwestlich an den Bangweulu-Block sowie die Usangara- und Ubendian-Gürtel an. Im SW kontaktiert er den Lufilian-Bogen. Die Mugese-Scherzone trennt diesen Gürtel im NO von dem Ubendian-Gürtel. Im Süden bildet die Mwembeshi-Scherzone die tektonische Grenze zum Südlichen Irumide-Gürtel.
Die Basis diese Gürtels bilden granitiode Gneise mit einem Alter von 2050 bis 1930 mya, die von einem metasedimentären Deckgebirge, 1880 bis 1550 mya, überlagert ist. Diese beiden Schichten wurden intrudiert zuerst zwischen 1650 und 1550 mya und später mit Granitoiden zwischen 1050 und 950 mya. Die Schmelze der Granitoide entstammt direkt der Basiskruste. Verbunden mit der letzten Phase war auch eine Hochtemperatur-/Niederdruck-Komression. Nach der pan-afrikanischen Metamorphe weisen die Gesteine eine Grünschiefer- bis Sub-Grünschiefer-Fazies, 570 bis 530 mya auf.

#### Südlicher Irumide-Gürtel
Der Südliche Irumide-Gürtel (SIG) liegt im südlichen Tansania. Die Südseite umschließt die nördliche Flanke des Kalahari-Kratons sowie den Nampula-Block. Östlich bildet der Cabo Delgado Nappe-Komplex die Grenze.
Der SIG stellt eine komplexe Akkretionszone von Terranen dar, die aus den paläoproterozoischen Usangara- und Ubendian-Gürteln, dem mesoproterozoischen Irumide-Gürtel und anderen neoproterozoischen Krustenteilen stammen. Diese Krustenteile entstanden als Supra-Subduktionszonen-Opiolithe, d. h., sie haben sich in konvergenten intraozeanischen Subduktionszonen, z. B. in Backarc- und Forearc-Becken, entwickelt.
Der Magmatismus hieraus datiert auf 1400 bis 1040 mya. Zusammen mit sedimentären Ablagerungen akretierten diese am südlichen Rand des Kratons Kongo-SF. Um 1055 bis 1000 mya intrudierten migmatitische Gneise. Lokale magmatische Granitiode haben ein Alter von 764 bis 724 mya, vergleichbar mit Vorkommen im Unango- und Marrupa-Komplex.
Die Mwembeshi-Scherzone trennt den SIG vom nördlich verlaufenden Irumide-Gürtel. Der pan-afrikanische metamorphe Einfluss erzeugte Granulit-/Amphibolit-Fazies, 616 bis 563 mya.

#### Unango- und Marrupa-Komplex
Im Norden und Zentrum von Mosambik befindet sich der Unango- und Marrupa-Komplex (UMK). Er liegt zwischen dem östlich gelegenen Cabo Delgado Nappe-Komplex und dem westlichen Südlichen Irumide-Gürtel. Zwischen diesem und dem UMK befindet sich der Malawisee.
Der UMK enthält große Volumina von hauptsächlich felsischen Orthogneisen, 1062 bis 946 mya, die sich vermutlich in kontinentalen Grabenbrüchen entwickelt hatten und mit den Kratonen Tansania und Kongo-SF akkretierten. Die Bildung der Granulit-Fazies, 953 mya, steht vermutlich mit der Orogenese des Südlichen Irumide-Gürtels in Verbindung. Im Neoproterozoikum traten kleinere magmatische Ereignisse in Form von Plutonen, 799 mya, aus Nephelin und Syenit auf. Pan-afrikanische Deformationen und hochgradige Metamorphosen sind im Marrupa-Bereich, 555 mya, mit Amphibolit-Fazies, sowie im Unango-Bereich, 569 und 527 mya, mit Amphibolit- bis Granulit-Fazies nachgewiesen. Postorogene Kollisionen mit felsischen Plutonen, 549 und 486 mya, sind nur im Unango-Bereich vorhanden.

#### Nampula-Block
Der Nampula-Block liegt im N Mosambik. Im Norden ist er durch den Lurio-Gürtel von dem Südlichen Irumide-Gürtel und dem Cabo Delgado Nappe-Komplex getrennt.
Die ältesten Gesteine, 1127 mya, enthalten eine polydeformierte Sequenz von Vulkaniten aus grauen Gneisen und Migmatiten mit oberer Amphibolit-Fazies, in die Trondhjemit- und Tonalit-haltige, s. g. TTG-Komplexe, Granodiorite sowie granitische Orthogneise intrudierten. Die Geochemie dieser Gesteine lässt auf eine Entstehung als juvenile Kruste im Inselbogen-Milieu schließen. Es bildeten sich div. Terrane, die anschließend akkretierten.
Während der letzten mesoproterozoischen Aktivitäten traten voluminöse Plutone und flächenhafte Vulkanite auf. Sie enthalten geschieferte Granite, Augengneise und granitische Orthogneise. Das Alter dieser Phase ist auf 1075 mya datiert. Infolge der Pan-afrikanischen Orogenese wurden die alten Gesteine tektonisch und thermisch metamorph umgewandelt und liegen als Amphibolit-Fazies, 550 bis 500 mya, vor.

#### Lurio-Gürtel
Der Lurio-Gürtel auch Lurio-Scherzone liegt im Norden von Mosambik und trennt den Nampula-Block vom nördlich anschließenden Südlichen Irumide-Gürtel und den Cabo Delgado Nappe-Komplex im Westen.
Der Lurio-Gürtel entstand während der Kibara-Orogenese, ab 1400 mya, und korreliert mit der Bildung des Nampula-Gürtels. Nach der Metamorphose in der Kibara-Zeit wurden die Gesteine nochmals während der Pan-Afrikanischen Orogenese tektonisch und thermisch umgeformt. Es entstand dabei eine Blattverschiebung zwischen den angrenzenden Blöcken. Zusammen mit dem Sambesi-Gürtel und der Mwembeshi-Scherzone bilden sie eine 3000 km lange Diskontinuität, die mutmaßlich quer durch Südafrika bis zur Küste des Südatlantiks verläuft.
Im Westen grenzt der Mosambik-Gürtel an den Lufilian-Bogen an.